# Славка Данилчева
Славка Данилчева (Даниилова) е българска учителка от Македония.

## Биография
Родена е в 1884 година в българския южномакедонски град Кукуш, който тогава е в Османската империя (днес Килкис, Гърция). По майчина линия произхожда от родовете Станишеви и Тенчови. Сестра е на Кирил Данилчев, търговец, деец на македонските братства, и на Екатерина Данилчева, завършила Солунската гимназия (1911).
Славка Данилчева завършва Солунската българска девическа гимназия с дванадесетия випуск (1902 година), отбелязана е като Славка Даниилова. Издържа зрелостния изпит с отличие, което е споменато при назначаването ѝ за учителка в Куманово за учебната 1902/1903 година. Според доклад на директора на училището към 1905 г. там тя се утвърждава като една от основните фигури („външно с особено прилежание са се отличавали учителите Зафир Тасев, Григор Бурев и учителката Славка Данилчева“). Преподава в 3-то отделение без пеене и гимнастика, френски в 1-ви клас и ръкоделие във всички класове и отделения.
След Междусъюзническата война е учителка в България – в Ямбол или в Русе.